# Батурин
Вижте пояснителната страница за други значения на Батурин.
Батурин е град в Черниговска област на Украйна, разположен на левия бряг на река Сейм, на 220 км от Киев. Известен е като първата столица на Казашкото хетманство. Градът заема територия от 7 км2 и през 2018 г. жителите му наброяват 2552 души. През него преминава международният път Киев – Москва.

## Наименование
Според една от версиите името на града произлиза от думата „батура“, която означава кула, крепост. Според друга то произхожда от името на полския крал Стефан Батори, за който се предполага, че основава града през 1575 г. Трета версия предполага, че то е модифицирано от тюркската дума „батир“, което означава богатир. Според четвърта произлиза от името на казака Батура.

## История
Първите селища в района на Батурин се появяват през неолита. При разкопки са открити останки от селища от каменно-медната епоха и скитския период. По времето на Киевска Рус на мястото на града е било разположени древно руско селище, съществувало от ІХ до ХІІІ век, когато е опустошено от татаро-монголите.
Предполага се, че през 1575 г. Стефан Батори построява тук гранична крепост. Първите писмени споменавания на Батурин датират от 1625 г., когато градът е вече сравнително добре защитено селище, част от Жечпосполита. Преди повече от три века той става столица на Левобрежна Украйна и свидетел на много политически интриги, военни победи и трагедии. В началото на Смоленската война между Русия и Жечпосполита, Батурин е превзет от московските войски и от 1669 до 1708 г. е резиденция на хетманите на Левобрежна Украйна.
През 1669 г. хетманът Демян Многогришни избира Батурин за своя резиденция. След него селището става резиденция на Иван Самойлович, от 1672 до 1708 г. – на Иван Мазепа, а от 1750 до 1764 г. – на последният хетман на Украйна Кирил Разумовски. Всеки от четиримата хетмани прави много за развитието на града.
Демян Многогришни построява хетмански дворец, създава пощенска станция, укрепва крепостта, започва изграждането на помещенията на съда. За 15-те години на своето управление Иван Самойлович завършва сградата на съда и възстановява Миколо-Крупицкия манастир. По време на хетманството на Иван Мазепа градът процъфтява. В Батурин се появяват много каменни сгради с великолепна европейска архитектура, няколко десетки църкви и два манастира. По това време територията на града нараства до около 100 ха, а населението наброява 20 000 души.
През 1708 г., след новината за преминаването на Иван Мазепа на страната на шведския крал Карл XII, градът е опустошен и опожарен до основи от руската царска армия под командването на адмирал Александър Меншиков. Хиляди цивилни граждани са убити. Всички сгради, храмът и цитаделата са разрушени и опожарени и много хора са избити, без разлика от пол и възраст. Тези събития влизат в историята на Украйна като Батуринската трагедия.
След тези събития Батурин изпада в упадък и през 1750-те е прехвърлен за вечно ползване на Кирил Разумовски, последния хетман на Украйна, който отново мести столицата си в него. Започва да възстановява града, строи нови сгради и дворцово-парков комплекс, но не успява да го ползва, той като умира малко преди края на довършителните работи.
През 1764 г. руската императрица Екатерина II ликвидира украинското хетманство, с което периодът на възход на Батурин също приключва. През ХІХ век селището губи блясъка си на столица и се превръща в обикновен град, а от 1923 г. вече има статут на село. През 2008 г., с указ на президента на Украйна, статутът на град е върнат на селището и историческите сгради са напълно реконструирани.

### Забележителности
В независима Украйна Батурин започва да възражда миналото си величие и днес официално се счита за една от резиденциите на украинския президент. През 1994 г. е създаден Националният историко-културен резерват „Хетманска столица“, който включва 39 обекта, уникални паметници на историята, археологията и природата.
- Батуринска крепост. Това е кръгла дървена градска крепост, построена през 1625 г. През 1708 г., по време на Батуринската трагедия, е разрушена по заповед на Петър I. Реставрирана е през 2009 г. и представлява точно копие на унищожената.[7] На територията на цитаделата се намират Хетманската къща, Съкровищницата и дървена крепостна църква.[6]

- Дворец на Алексей Разумовски. Дворецът е централен обект на историко-културния резерват. Представлява двуетажна сграда с лоджия, балкон и колони, изпълнена в класически стил. Има 55 стаи и две стопански постройки в парка, а интериорът също е в класически европейски стил. Около него е разположен живописен парк.[5][8] Построен е през 1803 г. и е принадлежал на Алексей Разумовски, фаворит на императрица Елизавета Петровна.[6][8] Това е единственото архитектурно произведение на шотландския архитект Чарлз Камерън в Украйна, представител на руския класицизъм, автор на парковите ансамбли на императорските резиденции в Царское село и Павловск.[8] В наши дни в него е организиран Музей на хетманската слава.[6] На територията на двореца е заснета една от сцените към мюзикъла „Вечери в селцето край Диканка“.[8]

- Църквата „Възкресение Христово“ (Възкресенска църква). Разположена е до цитаделата и вторият етаж е превърнат в гробница на хетман Разумовски. Това е една от малкото гробници на украински хетмани, оцелели до днес.[6] Църквата е полукръгла в план, има мощна колонада и над нея се издига двуетажна камбанария. Изградена е от тухлите на разрушената кула на Мазепа. Има красив иконостас с повече от 50 икони.[7]

- Покровска църква. Разположена е в центъра на града. Построена е през 1789 г. в стил украински барок. Изградена е на мястото на стара, изгоряла по време на Батуринската трагедия дървена църква, в която се е намирала изповедалнята на Мазепа. В близост е била разположена сградата на енорийското училище, но комплексът е разрушен от болшевиките през 1936 г. Възстановяването на храма започва през 2000 г. и 8 години по-късно той е осветен.[9]

- Дом-музей на Василий Кочубей. Това е единствената сграда, оцеляла след разрушаването на града. Първоначално в нея се е помещавал общинският съд.[6] През ХVІІ век сградата е домакин на заседания на Генералния военен съд, най-висшия съдебен орган на Левобрежна Украйна. През 1700 г. става собственост на Василий Кочубей, главен съдия на Запорожката войска.[6][10] След като предава своя кум и хетман, съдията е екзекутиран заедно със семейството си.[7] През 1917 г., след заминаването на наследниците му в чужбина, къщата се ползва от музейни институции. По време на Първата световна война тя е силно повредена и впоследствие реставрирана. През 1973 г. в нея е настанен Краеведският музей. През 2005 г. е определена за постоянна експозиция, посветена на работата на съда през годините, която заема четири зали и две сутеренни помещения. Пресъздаден е интериорът на следствената камера и камерата за задържане, където са поставени восъчни фигури на затворник и военен чиновник.[10]

- Археологически музей. Открит е през 2009 г. и се помещава в бившата сграда на енорийското училище, недалеч от Възкресенската църква.[6] В него са събрани около 300 експоната, открити при археологически разкопки и научни изследвания на територията на града. В няколко зали са организирани три тематични експозиции – „Древният Батурин“, „Батурин на казаците“ и „Батурин – резиденция на хетманите“.[11]

- Специализиран исторически музей „Платната на Миклухо-Маклай“ („Паруса Миклухо-Маклая“), открит на 17 юли 2014 г. Посветен е на украинско-руския пътешественик Николай Миклухо-Маклай.[12]

- Паметник на жертвите на Батуринската трагедия от 1708 г., символизиращ разпънатата и възкръснала Украйна. Открит е през 2004 г. и представлява 11-метров кръст от лабрадорит, на който е поставена бронзова скулптура на разпънатия Иисус Христос. На обратната страна на кръста е вложена икона на Богородица, около която се вие трънен венец. Тя е копие на икона, намерена през 1995 г. при разкопки на територията на цитаделата, изписана от иконописци от Киевско-Печорската лавра през ХVІІ век. В основата на паметника е препогребана пепелта на казаци и жители, жертви на трагедията, чиито останки са открити при археологически разкопки в централната част на града.[13]

- Батуринската крепост
- Разкопки на църквата „Света Троица“
- Дом-музей на Василий Кочубей
- Килия с восъчна фигура на затворник в Дома на Кочубей
- Следствената камера на Генералния военен съд на Левобрежна Украйна в Дома на Кочубей

- Дървената църква „Възкресение Христово“ в крепостта
- Хетманската къща
- Съкровищницата
- Оформление на прозорец